# Datowanie względne kalibrowane
Datowanie względne kalibrowane – datowanie na podstawie procesów naturalnych, dostatecznie stabilnych z punktu widzenia zastosowań archeologicznych, jednak nie tak regularnych jak rozpad promieniotwórczy. Metody te nie są kalibrowane w latach lecz pomagają ustalić wiek bezwzględny po poddaniu kalibracji metodą bezwzględną. 
Do metod datowania względnego kalibrowanego należą:
- metoda archeomagnetyczna
- metoda badania racemizacji aminokwasów
- metoda badania hydratacji obsydianu
- tefrochronologia
- metoda kationowa